# Pálvölgy
A Pálvölgy (egybeírva) Budapest II. kerületének városrésze.

## Leírása
A Szépvölgyi-árok hosszan elnyúló völgyében fekszik a Szemlő-hegy és a Ferenc-hegy, valamint a Mátyás-hegy között. Zöldmál fölé a Látó-hegy keleti lejtőjére is felkúszott.
A nevét arról a völgyről kapta, amelyikben épült (Pál-völgy). A völgy a nevét az egykori pálos kolostorról kapta. 1847-ben lett hivatalosan elnevezve a Pál-völgy Buda város tanácsa által, korábbi német neve lefordításával. A völgy felső részét Szép-völgynek nevezik. A Pál-völgyben felső eocén nummuliteszes mészkő a jellemző, amely jól karsztosodik. A városrész barlangjai közül a leghíresebb a Pál-völgyi-barlang.

## Határai
A Szépvölgyi út a Glück Frigyes úttól – Csatárka út – Zöldkert út – Szalamadra utca – Verecke út – Verecke lépcső – Glück Frigyes út a Szépvölgyi útig.